# Contigaspis salsolae
Contigaspis salsolae är en insektsart som beskrevs av Borchsenius och Williams 1963. Contigaspis salsolae ingår i släktet Contigaspis och familjen pansarsköldlöss.
Artens utbredningsområde är Turkmenistan. Inga underarter finns listade i Catalogue of Life.